# Michael Ludwig Wellmer
Michael Ludwig Wellmer (* 1. März 1783 in Arnswalde; † 18. Februar 1859 in München) war ein deutscher Jurist, Landesbeamter, Sachbuchautor und satirischer Schriftsteller.

## Leben
Michael Ludwig Wellmer war der Sohn eines Kreissteuereinnehmers und der Tochter eines Apothekers. Er studierte Jura an den Universitäten in Halle, Frankfurt (Oder) und sei im August 1803 nach Bayreuth gekommen. Er schlug die Beamtenlaufbahn ein und war 1807 bei der Stadt-Justiz-Direktion von Erlangen beschäftigt; um 1810/11 wurde er Stadtgerichtsdirektor in Wunsiedel. Nach der Auflösung des Stadtgerichts erhielt er im März 1812 die Landrichterstelle in Markt Erlbach, welche er bis 1830 innehatte. Wellmers Dienstvorgesetzter war seit 1817 der Rechtsgelehrte Paul Johann Anselm Feuerbach in Ansbach, den er als Person hoch schätzte, obgleich er mit seinen Theorien nicht immer übereinstimmte. 1819 trat er mit einem Kommentar zur beabsichtigten Vereinheitlichung der bayerischen gesetzlichen Hypotheken-Ordnung an die Öffentlichkeit; die Motive für den Gesetzesentwurf waren von dem Staatsrat Nikolaus Thaddäus von Gönner zusammengefasst und veröffentlicht worden.
Um in Nürnberg Privatgeschäften nachgehen zu können, ließ sich Wellmer in den vorübergehenden Ruhestand versetzen. Als er am 21. August 1830 anlässlich der Übergabe des Amtsbezirks an seinen Nachfolger Vocke und der damit einhergehenden Übergabe des Landgerichts Markt Erlbach seine Abschiedsrede hielt, nutzte er die Gelegenheit, um eindringlich auf die zunehmende Verarmung der Landbevölkerung hinzuweisen. Obwohl nicht unmittelbar zum Aufgabenbereich eines Landrichters gehörend, hatte sich Wellmer in Markt Erlbach für soziale und infrastrukturelle Verbesserungen eingesetzt.
In Nürnberg betätigte er sich als aktiver Teilhaber der Ludwigs-Eisenbahn-Gesellschaft, der Betreiber-Gesellschaft der Ludwigseisenbahn von Nürnberg nach Fürth, in deren Direktorium er bis 1835 saß. Als Jurist wurde er mit der Ausarbeitung eines ersten Entwurfs der Statuten der neuen Gesellschaft betraut.
Um die Jahreswende 1842/43 wurde er als Beamter reaktiviert und stand ab Januar 1843 als Stadtkommissär von Fürth dem dortigen Kgl. Stadtkommissariat vor. Dieses Amt bekleidete er bis Ende 1849, als er unter Anerkennung seiner Verdienste in den endgültigen Ruhestand entlassen wurde.
Wellmer verfasste eine Reihe von Schriften juristischen und politischen Inhalts sowie kritische Ratgeber und satirisch-literarische Werke. Auf seine 1819 veröffentlichte Stellungnahme zur Hypotheken-Ordnung in Bayern wurde während einer Sitzung der Zweiten Kammer der Ständeversammlung am 5. Mai 1819 vom Abgeordneten Johann Christoph von Aretin, der ihn als „geschäftserfahren“ bezeichnete, mehrfach eingegangen. Seine 1826 veröffentlichte, im Vormärz provokative und aufsehenerregende Schrift Was haben wir Bayern von der jüngsten Thronveränderung zu hoffen? führte zu einer öffentlichen Replik durch den Advokaten und wirklichen Rat Joseph von Miller.
Wellmer gilt als Verfasser der anonym publizierten satirischen Abhandlungen Scherzburger Actenstücke. Ihm ebenfalls zuzuschreiben ist demnach das erfolgreiche Hammelburger Conversations-Lexikon, das laut Leipziger Literaturzeitung vom April 1820 vom selben Autor stammt.
Er war Mitglied historischer, künstlerischer und landwirtschaftlicher Vereinigungen, sowie des Polytechnischen Vereins für das Königreich Bayern. Im Alter von 76 Jahren starb er in München.
Die 1826 (nach anderen Angaben 1832) geborene Schriftstellerin Meta Wellmer war seine Tochter.

## Werke (Auswahl)
- Entwurf eines neuen allgemeinen Militär-Einreihungs-Gesezzes für das Königreich Bayern. Nürnberg 1819 (Digitalisat).
- Bemerkungen zur Hypotheken-Ordnung für das Königreich Baiern und zur Verordnung über die Einführung desselben. München 1819 (Digitalisat).
- Schreiben an Prokinios, ca. 1820.
- Der Rathgeber für Dienstherrn und Dienstbothen. Ansbach 1821 (Digitalisat).
- Briefe des Deputirten Michael Wahrmann. Nürnberg 1822 (Digitalisat).
- Kurze Geschichte der Entstehung des Zehendrechts in den ehemaligen römischen Zehendlanden oder dem jetzigen Großherzogthum Baden und der Betrachtung seiner ursprünglichen Widerrechtlichkeit. Karlsruhe und Baden 1822 (Digitalisat).
- Gutgemeinter Rath und ausführbarer Vorschlag zur Verminderung der aus dem gerichtlichen Proceßführen erwachsenden Uebel. Nürnberg 1823 (Digitalisat).
- Bemerkungen über den Entwurf des Strafgesetzbuchs für das Königreich Baiern. Nürnberg 1825 (Digitalisat).
- „Was haben wir Bayern von der jüngsten Thronveränderung zu hoffen?“ Eine freimüthige Frage, freimüthig erörtert. Markt Erlbach 1826 (Digitalisat).
- Abschiedsworte anlässlich der am 21. August 1830 erfolgten Uebergabe des kgl. Landgerichts Markt Erlbach. Nürnberg 1830.
- Einige Worte an meine Mitbürger über die Frage: „Durch welche gesetzlich Mittel können und sollen wir die, unserer Freiheit und Ruhe drohende, Gefahr abwenden?“ Augsburg 1831.
- Postscript zu den Worten an meine Mitbürger. Nürnberg 1831.
- Bericht an die Herren Actionäre und an das Publicum über die Ludwigs-Eisenbahn Angelegenheit. Nürnberg 1835 (Digitalisat)
- Geheimer Vortrag für die nächste General-Versammlung der Ludwig-Eisenbahn-Gesellschaft. Nürnberg 1836 (Digitalisat)
- Ueber die Theuerung der untentbehrlichen Lebensmittel und das Mittel, sich dagegen zu schützen. München 1854 (Digitalisat).

Publikationen satirischen Inhalts ein und desselben anonymen Verfassers, hinter dem früher auch Karl Heinrich von Lang vermutet wurde, die heute jedoch eher Ludwig Wellmer zugeschrieben werden:
- Hammelburger Conversations Lexikon. Ankündigung und erstes Probeheft. 1819 (Digitalisat).
- Scherzburger Actenstücke.
  - Band I: Die protocollarische Verhandlung des Landgerichts Scherzburg im Betreff der Gewerbesteuer-Reclamationen. 1819.
  - Band II: Auszug aus dem Jahresberichte des Landgerichts Scherzburg für das Jahr 1820/21. (Digitalisat).
  - Band III: Einige Notabene aus der Brieftasche des Abgeordneten Nepomuk v. Zwicklheim mit trockenen Anmerkungen und einem historischen Anhange. Nürnberg 1828 (Digitalisat).